# Herbert Bennett Williamson
Herbert Bennett Williamson ( 1860 - 1931 ) fue un docente y botánico aficionado australiano.

## Biografía
Fue maestro de escuela y director en varias Escuelas del Estado de Victoria de una carrera que abarcó 49 años. Interesado en botánica, plantó Acacias, Eucaliptos y muchas otras especies nativas de árboles y arbustos en los terrenos de las escuelas, tomándose nota de las escuelas por sus hermosos jardines. Estaba muy bien considerado como botánico aficionado. Conociendo a Frederick von Mueller (qv) le ayudó a obtener una comprensión en profundidad de la botánica. Estudios detallados de Williamson de la flora victoriana fueron publicados en varias revistas botánicas y en libros, y fue una fuerza impulsora en el censo de plantas victorianas (1928) del Club de campo naturalista victoriano.

## Honores
- 1929-1931: curador honorario, del Herbario de la Facultad de Botánica de la Universidad de Melbourne
- 1921-1931: secretario Auxiliar y Bibliotecario, Club de Naturalistas de campo de Victoria
- La abreviatura «H.B.Will.» se emplea para indicar a Herbert Bennett Williamson como autoridad en la descripción y clasificación científica de los vegetales.[4]